# Natal'ja Vichljanceva
Natal'ja Konstantinovna Vichljanceva (in russo Наталья Константиновна Вихлянцева?; Volgograd, 16 febbraio 1997) è un'ex tennista russa, nota anche come Natalia Vikhlyantseva.
Ha raggiunto una finale WTA nel 2017 a 's-Hertogenbosch, e ha vinto un titolo in doppio a Bastad insieme a Doi. Ha ottenuto come best ranking nel singolare la posizione n. 54 raggiunta il 23 ottobre 2017.
Il 23 giugno 2024 si è ritirata dal tennis professionistico.

## Biografia
Vikhlyantseva da piccola è stata molto attiva nell'attività sportiva provando anche la ginnastica ritmica. La sua prima coach di tennis è stata Elena Dmitrieva.
Ha studiato presso l'Accademia statale di educazione fisica di Volgograd.

## Carriera

### Inizi
Vikhlyantseva gioca per la prima volta nell'ITF Junior Tour nel 2012, all'età di 15 anni. Riesce a vincere tre tornei di singolo e quattro di doppio a questo livello ed entrare tra i primi venti della classifica junior. Nel 2014 Vikhlyantseva passa alle competizioni per adulti.
Nel gennaio 2015 fa il suo debutto nel tour WTA, ricevendo una wild card per il torneo internazionale a Shenzhen. Nel primo turno batte la tedesca Anna-Lena Friedsam per 2–6, 6–3, 6–3, e nel secondo perde contro la n.3 al mondo Simona Halep. A marzo dopo aver ricevuto una wild card nel premier di Miami, perde al primo turno. Ad agosto gioca la sua seconda finale in un torneo ITF a San Pietroburgo .
Nel gennaio 2016 Vikhlyantseva riesce a vincere il suo primo titolo ITF negli Stati Uniti in doppio (in coppia con Ingrid Neal ). Vince il suo primo titolo in singolo ad agosto in un torneo ITF a Pilsen, nella Repubblica Ceca. A settembre fa suo il titolo del torneo ITF da $100.000 a San Pietroburgo battendo in finale su Donna Vekic e senza perdere un set nel suo percorso. A fine stagione, al torneo WTA 125 di Limoges, raggiunge le semifinali, dove perde contro la francese Caroline Garcia. Nel suo ultimo torneo della stagione ( $100.000 a Dubai ), arriva in finale, dove non riesce a superare Xie Shuwei.

### 2017-2019: top 100, best ranking, e prima finale del Tour
[ modifica | modifica codice ]
Nel gennaio 2017 Vikhlyantseva fa il suo debutto nel Grande Slam passando le qualificazione degli Australian Open. Al primo turno del tabellone principale elimina l'americana Vania King con il punteggio di 6–3, 6–2, mentre al secondo turno perde contro la connazionale Anastasia Pavlyuchenkova. Successivamente, battendo fra le altre anche la n.8, Daria Kasatkina, raggiunge le semifinali al torneo di San Pietroburgo, che le permettono di entrare per la prima volta nella top 100 della classifica WTA. Poi debutta nella Fed Cup contro la nazionale taiwanese, vincendo il proprio singolare.
Nel giugno 2017 nel torneo di 's-Hertogenbosch, Vikhlyantseva raggiunge per la prima volta la finale, eliminando nel suo cammino anche la tedesca Andrea Petkovic e la croata Ana Konjuh. Nella circostanza perde contro l'estone Anett Kontaveit per 2–6, 3–6. Nel prosieguo della stagione, nonostante la classifica le consentisse diverse partecipazioni ai tornei, non ottiene risultati rilevanti. Negli ultimi tre tornei del Grande Slam perde infatti sempre al primo turno. Solo in ottobre, alla Kremlin Cup di Mosca, riesce a risollevarsi ottenendo le semifinali (dove si ritira per un infortunio al polso contro Goerges) e colleziona anche la sua prima vittoria su una top-20 ai danni della connazionale Elena Vesnina. Ciò le ha permette di raggiungere la posizione più alta della sua carriera, la 54ma.
Nella stagione 2018 Vikhlyantseva gioca costantemente nel WTA Tour, ma non riesce a superare il secondo turno di nessun torneo. È convocata due volte in nazionale per le partite di Fed Cup, ma non può aiutare la Russia, che perde contro la Slovacchia a febbraio e contro la Lettonia ad aprile. A giugno esce fuori dalla top 100. Solo in ottobre, all'80.000$ ITF di Poitiers riesce a raggiungere la finale.
Ad inizio anno, dopo aver passato le qualificazioni degli Australian Open 2019, sconfigge Varvara Lepchenko nel primo turno, ma nel secondo perde contro Timea Bacsinszky. A febbraio aiuta la squadra russa a qualificarsi per la Fed Cup, vincendo tutte e tre le sue partite in singolare contro avversarie diverse. A marzo, entrata attraverso le qualificazioni nel tabellone principale di Indian Wells, si spinge fino al terzo turno, battendo fra le altre Carla Suarez Navarro. In primavera al torneo sulla terra battuta di Praga raggiunge i quarti di finale, dove perde contro la tennista ceca Karolina Muchova. Sull'erba di 's-Hertogenbosch ottiene un altro quarto di finale, mentre al Roland Garros e Wimbledon si ferma alle qualificazioni. A luglio vince insieme alla giapponese Misaki Doi il doppio del torneo WTA 125 a Båstad. Dopo aver raggiunto i quarti di finale del torneo di Losanna, Vikhlyantseva torna temporaneamente tra le prime cento della classifica. Agli US Open perde al primo turno contro ancora da Julia Goerges in tre set. Alla fine della stagione è di nuovo fuori dai primi cento della classifica.

### 2020-2024: discesa in classifica e ritiro.
Nel 2020 e nel 2021, Vikhlyantseva ha dovuto giocare le qualificazioni più spesso per entrare nei principali tornei del circuito WTA. Nel luglio 2021 è riuscita ad entrare nel tabellone principale del torneo di Losanna dove ha raggiunto i quarti di finale. Alla fine del 2021 gli organizzatori del primo Slam stagionale annullano l'invito per partecipare agli Australian Open a causa del protocollo di vaccinazione COVID-19. Nel 2022, essendo scesa oltre il trecentesimo posto in classifica, gioca principalmente nei tornei ITF, ottenendo come miglior risultato un quarto di finale a Chiasso, fra vari tentativi di superare le qualificazioni dei tornei WTA. A fine estate diventa inattiva.
Il 23 giugno 2024 si ritira dal tennis professionistico.

## Statistiche WTA

### Singolare

#### Sconfitte (1)
| Legenda               |
| --------------------- |
| Grande Slam (0)       |
| Argenti Olimpici (0)  |
| WTA Finals (0)        |
| WTA Elite Trophy (0)  |
| Dal 2009 al 2020      |
| Premier Mandatory (0) |
| Premier 5 (0)         |
| Premier (0)           |
| International (1)     |

| N. | Data           | Torneo                       | Superficie | Avversaria in finale | Punteggio |
| 1. | 18 giugno 2017 | Ricoh Open, 's-Hertogenbosch | Erba       | Anett Kontaveit      | 2–6, 3–6  |

## Circuito WTA 125

### Doppio

#### Vittorie (1)
| N. | Data           | Torneo               | Superficie  | Compagna   | Avversarie in finale         | Punteggio           |
| 1. | 13 luglio 2019 | Swedish Open, Båstad | Terra rossa | Misaki Doi | Alexa Guarachi Danka Kovinić | 7–5, 6(4)–7, [10–7] |

## Statistiche ITF

### Singolare

#### Vittorie (2)
| Torneo $100.000 (1) |
| Torneo $80.000 (0)  |
| Torneo $75.000 (0)  |
| Torneo $60.000 (0)  |
| Torneo $50.000 (0)  |
| Torneo $25.000 (1)  |
| Torneo $15.000 (0)  |
| Torneo $10.000 (0)  |

| N. | Data              | Torneo                    | Superficie  | Avversaria      | Punteggio |
| 1. | 7 agosto 2016     | Plzeň Open, Plzeň         | Terra rossa | Anna Kalinskaja | 6–1, 6–3  |
| 2. | 24 settembre 2016 | Neva Cup, San Pietroburgo | Cemento (i) | Donna Vekić     | 6–1, 6–2  |

#### Sconfitte (4)
| Torneo $100.000 (1) |
| Torneo $80.000 (1)  |
| Torneo $75.000 (0)  |
| Torneo $60.000 (0)  |
| Torneo $50.000 (0)  |
| Torneo $25.000 (1)  |
| Torneo $15.000 (0)  |
| Torneo $10.000 (1)  |

| N. | Data             | Torneo                                                     | Superficie  | Avversaria        | Punteggio     |
| 1. | 5 ottobre 2014   | ITF Women's Circuit Hilton Head Island, Hilton Head Island | Terra verde | Marie Bouzková    | 5–7, 1–6      |
| 2. | 23 agosto 2015   | Kivennapa Ladies Cup, San Pietroburgo                      | Terra rossa | Polina Lekjina    | 4–6, 3–6      |
| 3. | 23 dicembre 2016 | Al Habtoor Tennis Challenge, Dubai                         | Cemento     | Hsieh Su-wei      | 2–6, 2–6      |
| 4. | 29 ottobre 2018  | Internationaux Féminins de la Vienne, Poitiers             | Cemento (i) | Viktorija Golubic | 6–3, 1–6, 5–7 |

### Doppio

#### Vittorie (1)
| Torneo $100.000 (0) |
| Torneo $80.000 (0)  |
| Torneo $75.000 (0)  |
| Torneo $60.000 (0)  |
| Torneo $50.000 (0)  |
| Torneo $25.000 (1)  |
| Torneo $15.000 (0)  |
| Torneo $10.000 (0)  |

| N. | Data            | Torneo                                    | Superficie  | Compagna    | Avversarie in finale                   | Punteggio           |
| 1. | 23 gennaio 2016 | Wesley Chapel Women's Open, Wesley Chapel | Terra verde | Ingrid Neel | Natela Dzalamidze Veronika Kudermetova | 4–6, 7–6(4), [10–6] |

#### Sconfitte (1)
| Torneo $100.000 (0) |
| Torneo $80.000 (0)  |
| Torneo $75.000 (0)  |
| Torneo $60.000 (0)  |
| Torneo $50.000 (1)  |
| Torneo $25.000 (0)  |
| Torneo $15.000 (0)  |
| Torneo $10.000 (0)  |

| N. | Data              | Torneo                                | Superficie  | Compagna         | Avversarie in finale                 | Punteggio           |
| 1. | 20 settembre 2015 | Open GDF SUEZ de Bretagne, Saint-Malo | Terra rossa | Marija Marfutina | Kristína Kučová Anastasija Sevastova | 7–6(1), 3–6, [5–10] |

## Risultati in progressione
| Sigla | Risultato               |
| ----- | ----------------------- |
| V     | Vincitore               |
| F     | Finalista               |
| SF    | Semifinalista           |
| O     | Oro olimpico            |
| A     | Argento olimpico        |
| SF    | Bronzo olimpico         |
| QF    | Quarti di Finale        |
| 4T    | Quarto turno            |
| 3T    | Terzo turno             |
| 2T    | Secondo turno           |
| 1T    | Primo turno             |
| RR    | Round Robin             |
| LQ    | Turno di qualificazione |
| A     | Assente                 |
| ND    | Non disputato           |

| Legenda superfici    |
| -------------------- |
| Cemento              |
| Terra battuta        |
| Erba                 |
| Superficie variabile |

### Singolare nei tornei del Grande Slam
| Torneo                     | 2016 | 2017 | V--S |
| -------------------------- | ---- | ---- | ---- |
| Australian Open, Melbourne | A    | 2T   | 1-1  |
| Roland Garros, Parigi      | A    | 1T   | 0-1  |
| Wimbledon, Londra          | A    |      | 0-0  |
| US Open, New York          | Q1   |      | 0-0  |
| Vittorie-Sconfitte         | 0-0  | 1-2  | 1-2  |

### Doppio nei tornei del Grande Slam
| Torneo                     | 2016 | 2017 | V--S |
| -------------------------- | ---- | ---- | ---- |
| Australian Open, Melbourne | A    | A    | 0-0  |
| Roland Garros, Parigi      | A    | 1T   | 0-1  |
| Wimbledon, Londra          | A    |      | 0-0  |
| US Open, New York          | A    |      | 0-0  |
| Vittorie-Sconfitte         | 0-0  | 0-1  | 0-1  |

### Doppio misto nei tornei del Grande Slam
Nessuna partecipazione